# Ivan Saric
Pour le joueur d'échecs, voir Ivan Šarić.
Ivan Saric (Ivan Sarić) est un ecclésiastique catholique, archevêque de Sarajevo de 1922 à 1960. À la demande de la conférence des évêques croates, il dirige en 1940 la première traduction moderne de la Bible en croate. Ce fervent défenseur de la cause des Croates de Bosnie est un personnage controversé du fait de sa rhétorique et de ses activités favorables au régime oustachi de Croatie durant la Seconde Guerre mondiale.

## Jeunesse et carrière
Ivan Šarić est né dans une famille bosno-croate près de Travnik, en Bosnie-Herzégovine le 27 septembre 1871. Il étudia au lycée de Travnik de 1882 à 1890, et entre au séminaire de Travnik, puis complète ses études à Sarajevo en 1894. Il est fait prêtre de l'Archidiocèse de Sarajevo le 22 juillet 1894. Il travaille à la catéchèse à l'institut de St. Vinko à Sarajevo à partir de 1894. Deux ans plus tard, il est nommé chanoine de Vrhbosna (en). Entre 1896 et 1908 il édite le journal Vrhbosna, et pendant un temps, le journal Balkan. En 1898 la faculté du séminaire à Zagreb le récompense avec un doctorat. Le 27 juin 1908, Šarić est nommé coadjuteur de Vrhbosna et l'adjuteur de Caesaropolitanus.
Le 28 october 1908, Šarić a donné au poète Silvije Strahimir Kranjčević les derniers sacrements avant sa mort le jour suivant. Après l'attentat de Sarajevo le 28 juin 1914, Šarić aida et inspira les émeutes anti-serbes à Sarajevo en composant un hymne anti-serbe dans lequel il décrit les Serbes comme des « vipères » et des « loups voraces ».
Le 2 mai 1922, Šarić est fait archevêque de Vrhbosna. Il fut l'un des pionniers de l'Action catholique (un projet du pape Pie XI pour l'inclusion des laïcs dans l'apostolat hiérarchique de l'Église), et a suscité un intérêt particulier dans la presse catholique. En 1922 il commence à éditer l'hebdomadaire Nedjelja (Dimanche), qui était interdit par les autorités du royaume de Yougoslavie, puis renommé Križ (La croix), et finalement renommé Katolički Tjednik (L'hebdomadaire catholique). Il imprima le Vrhbosanske savremene knjižice, petit livre concernant les affaires contemporaines de l'archevêché, un total de 55 publications jusqu'en 1941. Il a écrit une vingtaine d'autres ouvrages. En 1925,l'année durant laquelle l'Église catholique célèbre l'Année sainte et les Croates célèbrent le 1000e anniversaire du royaume de Croatie, Šarić mène le deuxième pèlerinage national de Yougoslavie au Vatican.
Šarić a investi beaucoup d'efforts dans le financement de deux séminaires, et a encouragé le travail caritatif et les activités des missionnaires. Il a essayé d'attirer de nouveaux ordres masculins dans le diocèse (les Franciscains étaient déjà là). Il a pris beaucoup d'intérêt dans les activités nationales des Croates de Bosnie, et il a aidé la société culturelle croate Napredak.

## Pendant la guerre
Šarić était l'archevêque de Vrhbosna pendant la Seconde Guerre mondiale, quand la Bosnie-Herzégovine devient une part de l'État indépendant de Croatie. Šarić utilisa les journaux catholiques du diocèse de Sarajevo qu'il a dirigé comme un débouché pour ses réflexions politiques ainsi que sa poésie.
Il a exprimé sa bonne volonté et son enthousiasme envers la nouvelle direction oustachi d'Ante Pavelić dans les premiers mois de 1941. Cette pièce est parue un mois après que les Oustachis ont pris le pouvoir :

« J'étais avec nos Oustachis en Amérique du Nord et du Sud. Les évêques là-bas, des Américains, des Allemands, des Irlandais, des Slovaques et des Espagnols, avec qui je suis entré en contact, ont tous salué les croates oustachis comme de bons croyants, faisant preuve d'abnégation, des gens pieux et patriotiques ... Combien de fois ai-je entendu les oustachis demander où ils seraient sans leurs prêtres! ... J'ai chanté avec les oustachis de tout mon cœur la chanson 'Notre Belle patrie', le tout avec de grosses larmes dans nos yeux. Et avec l'espoir impatient que sa beauté, sa douceur et sa liberté d'or, nous soulève jusqu'à Dieu, nous avons prié le Tout Puissant de guider et protéger Ante Pavelic pour la libération de la Croatie. Le bon Dieu a entendu et voici, il a répondu à nos cris et à nos supplications. »

— Ivan Saric

Plus tard en avril 1941, il a écrit un éloge de Pavelić, Kada Sunca Sija (Quand le soleil brille), et l'avait publié dans sa revue diocésaine Vrhbosna, qui incluait: 

« Car Dieu lui-même était à ton côté, tu es bon et puissant .. Donc, si tu pouvais effectuer tes actes pour la patrie ... Et contre les Juifs, qui avaient tout l'argent ... Qui voulaient vendre nos âmes ... les misérables traîtres ... Dr Ante Pavelic! Le nom chéri! La Croatie qui est un trésor du ciel. »

— Ivan Saric

Le propre journal diocésain de Šarić a publié ces mots sur Pitar Pajić: 

« Jusqu'à présent, Dieu a parlé par encycliques papales, des sermons, la presse chrétienne ... Et ils étaient sourds. Maintenant, Dieu a décidé d'utiliser d'autres méthodes. Il prépare aux missions! aux missions de monde! Ils seront accueillis par des prêtres, mais pas par les commandants de l'armée dirigé par Hitler. Les sermons seront entendus avec l'aide de canons, des mitrailleuses, des chars et des bombardiers. »

— Ivan Saric
Šarić mena les funérailles de l'évêque Alojzije Mišić le 29 octobre 1942, trois jours après la mort de Mišić. L'archevêque a ensuite nommé Petar Čule comme vicaire pour le diocèse de Mostar-Duvno. Suivant sa recommandation le pape Pie XII nomma  Čule archevêque. Les autorités NDH se sont opposées à ce qu'elles n'aient pas été consultées au préalable. Le ministre de la justice et de la religion Mirko Puk envoya une lettre à toutes les paroisses catholiques d'Herzégovine appelant à un boycott du nouvel archevêque. Malgré cela, Šarić consacra Čule à Mostar le 4 octobre 1942, avec l'archevêque Aloysius Stepinac et Giuseppe Ramiro Marcone en tant que co-consécrateur.

Šarić a publiquement soutenu les conversions forcées de Serbes orthodoxes au catholicisme romain. Dans son livre, The Balkans in Our Time, le Professeur Robert Lee Wolff affirme que les gangs oustachis ont tué des dizaines de milliers de Serbes, et écrit : 

« Pour certains, ils ont offert le choix entre la conversion au catholicisme de l'orthodoxie ou la mort instantanée. ... Il doit être comptabilisé comme un fait historique que certains membres de la hiérarchie croate, notamment l'archevêque Šarić de Sarajevo, ont approuvé cette boucherie. »

— Robert Lee Wolff

Selon l'écrivain français Jean Hussard, qui a été témoin des quatre années de gouvernance oustachi, Šarić n'avait pas seulement connaissance des persécutions des Serbes, mais les encourageait. Un des subordonnés de Šarić était Franjo Kralik, qui publia un discours de haine antisémite et anti-serbe dans le Katolički Tjednik à l'époque de Šarić. L'amour a ses limites est une pièce souvent attribuée à Sarić mais qui a en réalité été écrite par le père Franjo Kralik dans l'un des journaux de diocèse de Sarajevo de Šarić. Cela faisait partie d'une campagne pour expliquer aux masses pourquoi les Juifs autour d'eux avaient "disparu":

« Les descendants de ceux qui détestaient Jésus, qui le condamnèrent à mort, qui ont crucifié et persécuté ses disciples, sont coupables d'excès de plus grandes ampleurs que ceux de leurs ancêtres. La cupidité est en croissance. Les Juifs qui conduisent l'Europe et le monde entier à la catastrophe - moralement, culturellement et économiquement - ont développé un appétit que rien de moins que le monde dans son ensemble pourrait satisfaire ... L'amour a ses limites. Le mouvement pour libérer le monde de Juifs est un mouvement pour la renaissance de la dignité humaine. Le Dieu Tout-Puissant est derrière ce mouvement. »

— Franjo Kralik
En outre, Saric utilise sa position à au moins une reprise pendant la guerre pour que des biens ayant été confisqués à une famille juive soient attribués à un membre du mouvement oustachi.

## Après la guerre
Après la guerre, en 1945, il n'a répondu à aucune accusation de crimes de guerre, après avoir fui la justice. Lui et Gregorij Rožman, Archevêque de Ljubljana, ont vécu sous la supervision britannique dans un Palace d'archevêque à Klagenfurt, en Autriche en octobre 1946.
Après avoir passé un moment avec Rožman, Šarić alla à Madrid avec l'assistance de l'Église catholique romaine, où il réalisa une nouvelle traduction du Nouveau Testament en croate, et publia un libre vantant les vertus du pape Pie XII. Šarić meurt à Madrid le 6 juillet 1960, à l'âge de 88 ans. Son corps est maintenant enterré à l'église Saint-Joseph à Sarajevo.